# Pop art
 (novembre 2014).
Si vous disposez d'ouvrages ou d'articles de référence ou si vous connaissez des sites web de qualité traitant du thème abordé ici, merci de compléter l'article en donnant les références utiles à sa vérifiabilité et en les liant à la section « Notes et références ».
Ne doit pas être confondu avec Néo pop.
Le pop art est un ensemble de phénomènes artistiques intimement liés à l'esprit d'une époque, l'essence d'un large mouvement culturel des années 1960. 
Il trouve son origine en Grande-Bretagne avec l'exposition séminale This is Tomorrow (1957) sous l'impulsion de Richard Hamilton, puis se répand rapidement à l'ensemble du monde occidentalisé dans le contexte de la société industrielle capitaliste. Celle-ci s'appuie sur les nouvelles technologies en plein essor dont les artistes pop vont s'emparer et qui touchent toute la sphère culturelle : le pop art se manifeste dans les pratiques et les comportements de toute une génération. 
Il se manifeste en France, avec des artistes issu du courant des Nouveaux réalistes, en Italie, aux États-Unis, avec des artistes dont les plus connus sont Andy Warhol, Roy Lichtenstein, Claes Oldenburg, Tom Wesselmann et James Rosenquist. Les néo-dadaïstes Robert Rauschenberg et Jasper Johns sont les principaux précurseurs de ce courant. 
Ce mouvement ne se limite pas seulement au domaine des arts plastiques : il touche autant la musique, la mode et les arts appliqués et beaucoup d'autres domaines de la culture.

## Histoire et définition
L'expression « pop art » (abréviation de « popular art » en anglais (« art populaire » en français), a été utilisée pour la première fois par les membres de l'Independent Group, groupe d'intellectuels travaillant sur l'impact des médias de masse et de la technologie dans la société se réunissant à l'Institute of Contemporary Arts (ICA) à Londres.
Le pop art émerge au milieu des années 1950 en Grande-Bretagne et, sous une autre forme, vers la fin des années 1950 aux États-Unis. Dans ce pays, le pop art conteste les traditions en affirmant que la production d'objets en série permettra de toucher une large audience. Il importe de distinguer très nettement le pop art anglais de son cousin américain. En effet, le pop art britannique prend un caractère plus ironique voire parodique et perçoit la culture américaine avec une distance plus critique.
L'accueil réservé aux productions américaines est très bon car les formes sont simples et accessibles.[réf. nécessaire] Les procédés utilisés par les artistes sont souvent de nouveaux produits qui sortent tout juste de cette société de consommation : acrylique, sérigraphie, etc. Au-delà de la peinture, le pop art utilise des techniques picturales qui n'étaient auparavant pas considérées comme proprement artistiques mais plutôt industrielles. Les couleurs sont souvent vives et décalées par rapport à la réalité (parfois noires et blanches). Considéré comme un avant-gardiste et l'un des pères du pop art, Andy Warhol s'approprie des objets de la vie courante (une bouteille en verre ou une boîte de soupe Campbell…) pour en faire des œuvres.
Ce mouvement a perturbé le monde artistique d'autres manières, par exemple à travers la remise en cause du principe d'unicité de l'œuvre d'art. Warhol reproduit les siennes par dizaines, parfois même par centaines, ce qui heurte les idées classiques attribuant à une œuvre une valeur du fait de son unicité.
Le pop art constitue également une réintroduction du réel et du populaire dans le champ pictural après l'expressionnisme abstrait (à la fois art non figuratif et art destiné à une élite).
Le pop art utilise des symboles populaires, qui marquent l'inconscient dès l'enfance dans un but de désacralisation de l'œuvre d'art qui auparavant était réservée à une élite et qui ne couvrait que des sujets « nobles ». De Mickey Mouse à Marilyn Monroe, en passant par Mick Jagger, l'admiration quasi généralisée de certaines idoles y est exaltée de manière neutre ou non, selon l'artiste. La culture publicitaire de la société de consommation est une autre source d'inspiration, ce qui le cas par exemple des œuvres de James Rosenquist.

### Grande-Bretagne
L'Independent Group se réunissait à l'Institute of Contemporary Arts depuis 1952, rassemblant les grandes figures de la création du pop art, parmi lesquelles Richard Hamilton et Eduardo Paolozzi. Dès 1947, Paolozzi crée des collages utilisant des images de magazines américains même s'il déclara plus tard qu'il fut plus influencé par le mouvement surréaliste que par la culture populaire. Hamilton commence à étudier les travaux de Marcel Duchamp et développe une série de projets mélangeant art et publicité. La conférence de Reyner Banham à l'Independent Group pose les bases du pop art en y incluant les objets de la vie quotidienne aux États-Unis et les magazines populaires. Alloway parle de sa théorie sur un continuum entre le « high art », admis par les établissements culturels traditionnels, et le « low art » du pop art.

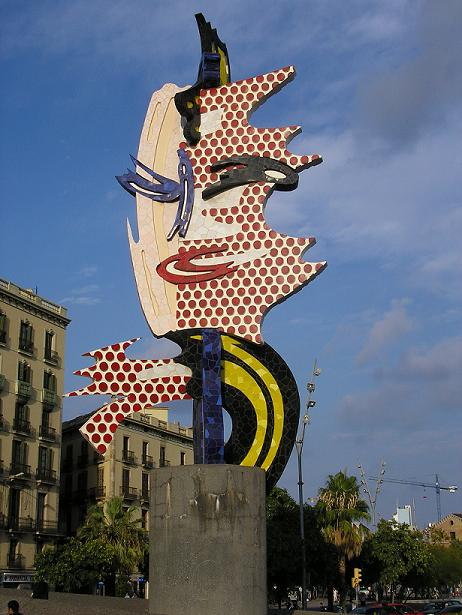
Roy Lichtenstein, Miss Barcelona (1992), Barcelone.

En 1956, les membres de l'Independent Group participent à l'exposition This is Tomorrow à la Whitechapel Gallery pour laquelle Hamilton crée le collage Just what is it that makes today's homes so different, so appealing? Son travail est considéré comme le manifeste du pop art en Grande-Bretagne. Richard Hamilton liste d'ailleurs en 1957 dans une lettre les caractéristiques qui devraient être celles du pop art : « un art populaire destiné aux masses, éphémère, à court terme, consommable, facilement oubliable, produit en série, peu coûteux, jeune, spirituel et sexy ». Après This is tomorrow, Hamilton continue à développer les caractéristiques du pop art en exposant peintures et collages ayant pour sujets les voitures américaines, les biens de consommations et des pin-ups en tant qu'éléments d'une étude anthropologique qui a introduit le fétichisme, lequel deviendra un élément majeur du pop art. Hamilton devient conférencier au Royal College of Art où il rencontre David Hockney ainsi que d'autres jeunes artistes qui développent le pop art en Grande-Bretagne. En 1961, Hockney, avec Peter Blake et R. B. Kitaj annoncent, dans une exposition commune, l'arrivée du pop art britannique. En 1962 et 1963, Robert Fraser et John Kasmin (en) ouvrent chacun une galerie à Londres et défendent ces artistes,.
Peut-on classer Banksy comme un artiste Pop Art ? La question se pose. Certes, il s'est fait connaitre en faisant ses œuvres dans la rue et donc on devrait le classer parmi les artistes street art, mais depuis, ses œuvres sont arrivées sur des toiles et il est par la même occasion devenu un pop artiste. Son influence en Grande-Bretagne est tellement importante que de nouveaux artistes émergent et se font un nom, comme Bambi Artist, une des rares femmes dans ce domaine très masculin.[réf. nécessaire]

### Espagne
En Espagne, le pop art est associé au grand « new figurative ». Eduardo Arroyo peut être admis comme artiste du pop art par son intérêt pour l'environnement ainsi que sa capacité à retranscrire « l'éventualité inter-conceptuelle de la notion absolue de la vie quotidienne ». Arroyo sera proche du courant français de la nouvelle figuration.

### France

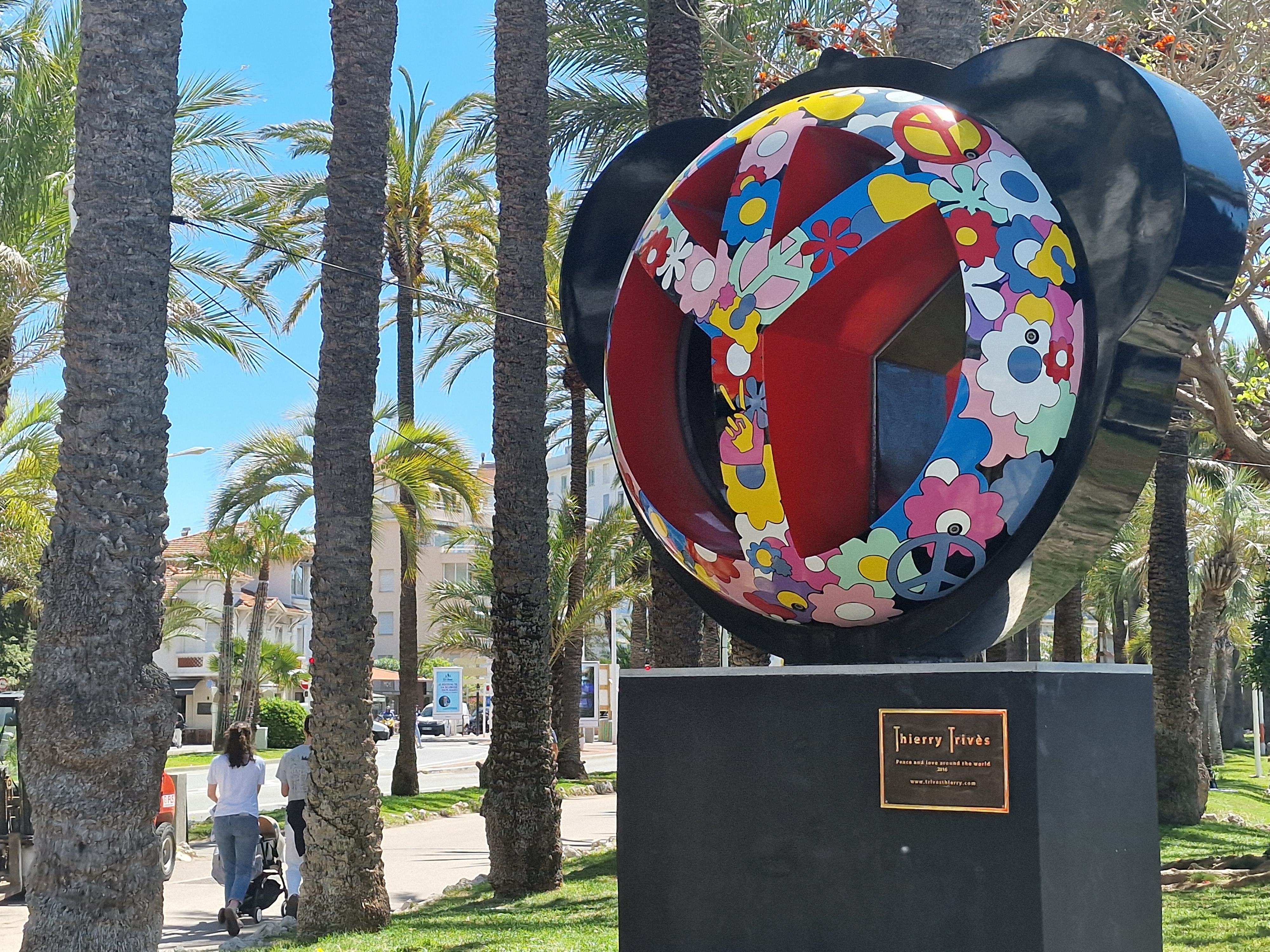
Peace and Toon de Thierry Trivès exposé 80 Bd Croisette Cannes

En France, le courant du nouveau réalisme tire quelque peu sa substance de l'émergence du pop art qui est aussi un mouvement beaucoup plus politisé. Les nouveaux réalistes avec Arman, François Dufrêne, Raymond Hains, Yves Klein, Jean Tinguely, Jacques Villeglé ou Gérard Deschamps s'opposent notamment au mouvement de la figuration narrative avec Jacques Monory, Bernard Rancillac, Erró, Valerio Adami, Peter Klasen, Vladimir Veličković, Hervé Télémaque, Eduardo Arroyo, Alain Jacquet, Gérard Fromanger, Ivan Messac. Cette dernière tendance s'attache davantage à écrire une « histoire » du quotidien, avec parfois un certain engagement politique. On la rapproche également du pop art puisque les artistes la composant s'inspirent aussi beaucoup des images publicitaires qui se multiplient en cette époque d'expansion de la société de consommation. Elle est représentée par des artistes comme Thierry Trivès.

### Italie
En Italie, plusieurs courants et opèrent. On distingue notamment le groupe des Romains, avec Tano Festa, Mario Schifano, Giosetta Fioroni,  ou encore Mimmo Rotella, affichiste connu pour ses décollages. À Milan se distinguent deux groupes, celui des artistes plus proches de la Figuration narrative français avec des thèmes engagés, sociaux et politiques (Giangiacomo Spadari, Paolo Baratella, Fernando De Filippi, Gianni Bertini, Umberto Mariani) et un autre, plus proche du groupe de Rome, avec Enrico Baj, Lucio Del Pezzo et Emilio Tadini.

### Allemagne
Un mouvement similaire au Pop Art, le réalisme capitalisme, se développe en Allemagne en 1963 lors de l'exposition Démonstration pour le réalisme capitaliste à Düsseldorf. Ces principaux représentants sont Sigmar Polke, Gerhard Richter et Wolf Vostell. Ce courant, référence moqueuse au réalisme socialiste soviétique, est considéré comme explicitement plus politique que le Pop Art américain, bien que le discours ironique et la critique de la société de consommation, typique de l'homologue américain, soient également utilisés.

### Japon
Au Japon, la plasticienne Yayoi Kusama est rattachée au mouvement du pop art.

## Principaux artistes
- Valerio Adami
- John Alcorn
- Allan D'Arcangelo
- Evelyne Axell
- Peter Blake
- Jim Dine
- James Gill
- Richard Hamilton
- Keith Haring
- David Hockney
- Robert Indiana
- Allen Jones
- Alex Katz
- Edward Kienholz
- Ronald B. Kitaj
- Konrad Klapheck
- Peter Klasen
- Kiki Kogelnik
- David Kracov (en)
- Roy Lichtenstein
- Pol Mara
- Jacques Monory
- Claes Oldenburg
- Eduardo Paolozzi
- Peter Phillips
- Sigmar Polke
- Mel Ramos
- James Rosenquist
- Ed Ruscha
- George Segal
- Keiichi Tanaami
- Hervé Télémaque
- Wayne Thiebaud
- Wolf Vostell
- Andy Warhol
- Tom Wesselmann
- Hassan Hajjaj

### Filmographie
- Culte ! Art : l’or du pop, documentaire de Daniel Ablin, Serge July et Antoine de Gaudemar, Folamour/France Télévisions, 2014 [présentation en ligne] [lire en ligne]